# Oreste Kiprensky
Oreste Adamovitch Kiprensky (en russe : Орест Адамович Кипренский), né le 13 mars 1782 (24 mars 1782 dans le calendrier grégorien) et mort le 5 octobre 1836 (17 octobre 1836 dans le calendrier grégorien) à Rome, est un peintre russe, portraitiste majeur de l'école romantique russe.

## Biographie
Oreste Kiprensky est l'enfant illégitime d'un propriétaire terrien du nom de Diakonov. Il naît près du village de Koporié, aujourd'hui dans le raïon de Lomonossov. Un paysan du nom d'Adam Schwalbe accepte de lui donner un nom, celui du village où il est baptisé (Koporié), transformé en Koporski puis en Kiprensky . 
Il étudie à partir de 1788 (à six ans) à la pension des apprentis dépendant de l'académie des Beaux-Arts de Saint-Pétersbourg et il est inscrit sous le nom de Kiprensky (littéralement: de Chypre, en référence à Aphrodite déesse de l'amour). Il étudie à l'académie, jusqu'en 1803, où il sort avec la médaille d'or. Son portrait du prince Dimitri Donskoï à la bataille de Koulikovo (1805), lui fait obtenir une bourse de l'académie. 
Après la période des guerres napoléonienne en Europe, il fait son Grand Tour. Mais il s'installe d'abord à Moscou en 1809, à Tver en 1811, et ensuite à Saint-Pétersbourg à partir de 1812. Il est à Rome et à Naples de 1816 à 1822 et à partir de 1828. 
Il devient le portraitiste du grand monde à Moscou et à Saint-Pétersbourg. Ses portraits les plus connus sont ceux du poète Pouchkine et du prince Davydov, « un officier de cavalerie (et poète) à l'allure nonchalante, qui semble sortir tout droit des pages de Guerre et Paix ». À ce titre, les éditions Le livre de poche utilisent cette œuvre pour illustrer leur réédition du second volume de Guerre et Paix, de Tolstoï.
Il épouse en juillet 1836 Anne-Marie Falcucci, avec qui il vivait depuis plusieurs années, et se convertit ainsi au catholicisme. 
Il meurt quelques mois plus tard à Rome, le 12 octobre 1836 pour être enterré à l'église Sant'Andrea delle Fratte, où une plaque rappelle sa mémoire.
Un de ses tableaux représentant son père, Diakonov, est exposé en 1862 lors de l'exposition internationale de Londres.

## Galerie

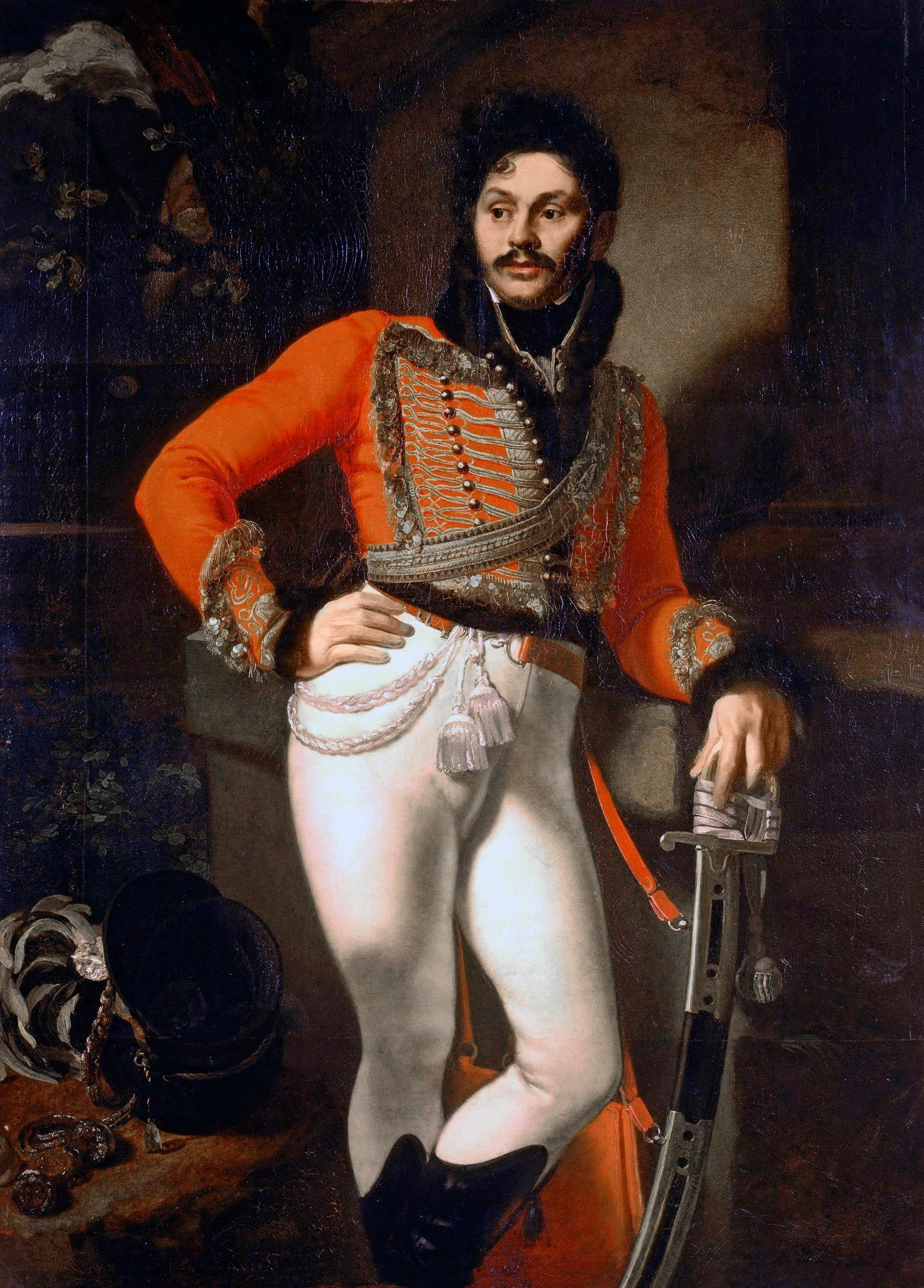
Portrait du prince Evgraf Vladimirovitch Davydov (1809, galerie Tretiakov)
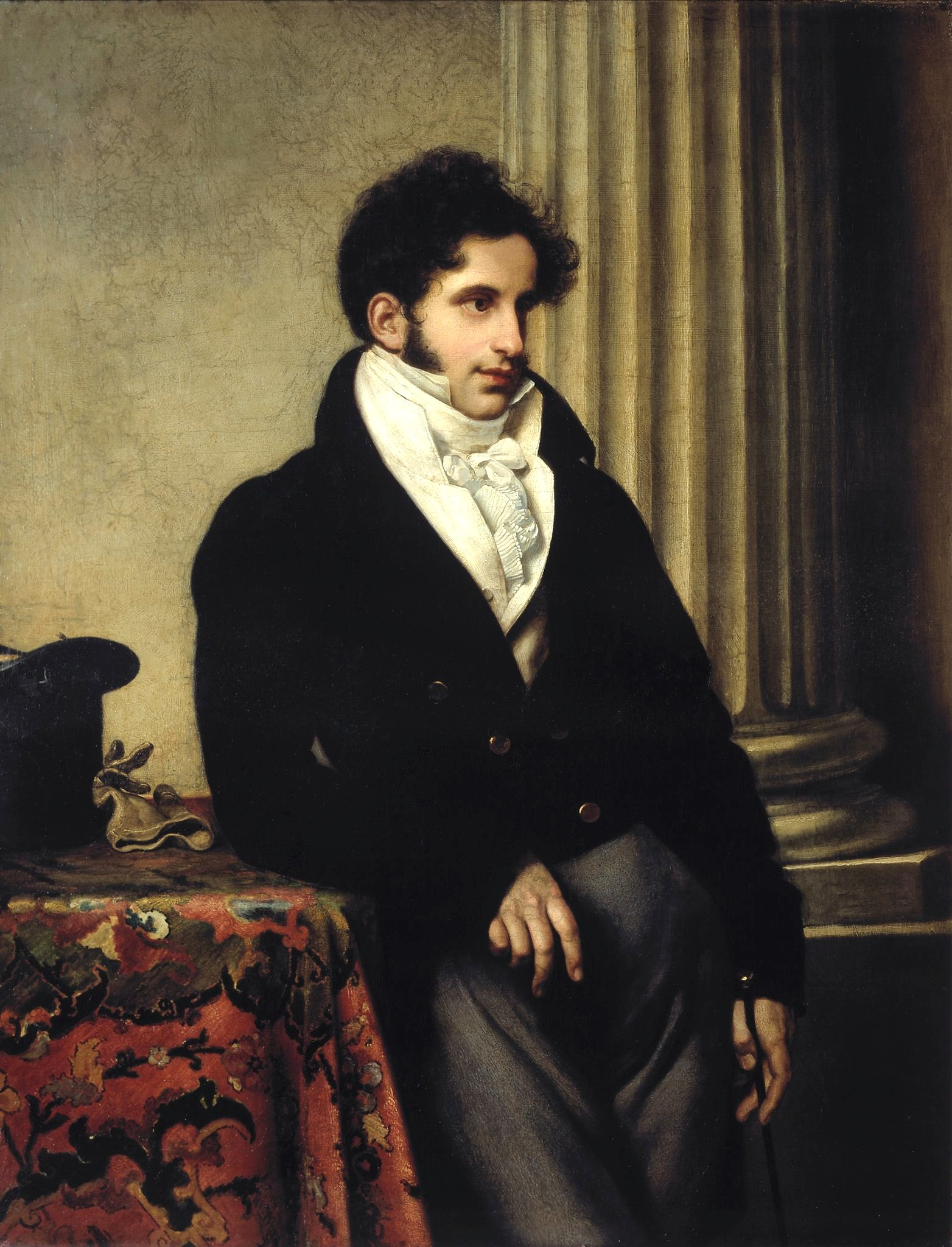
Portrait du comte Serge Ouvarov (1815)
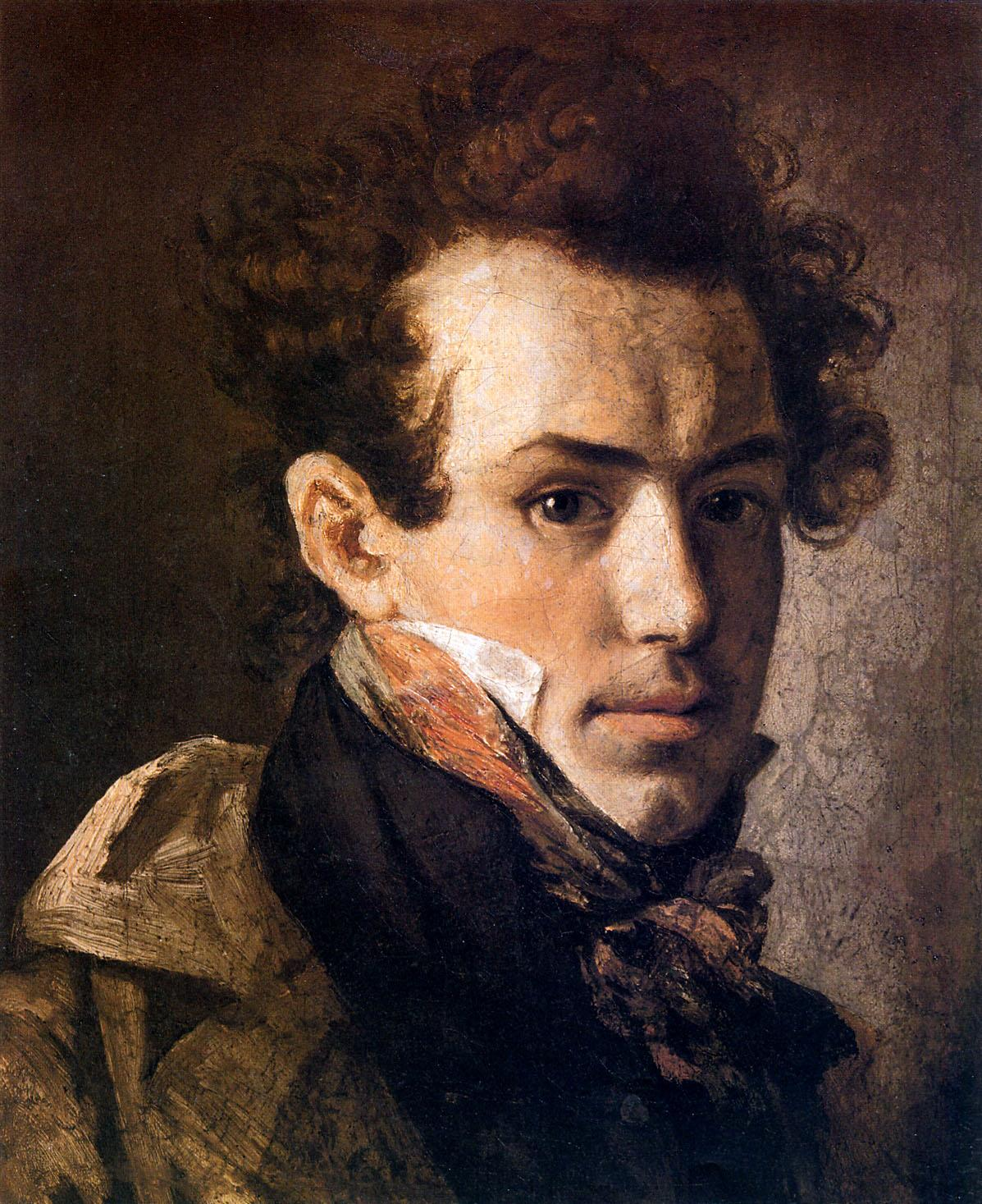
Autoportrait (Musée Russe)
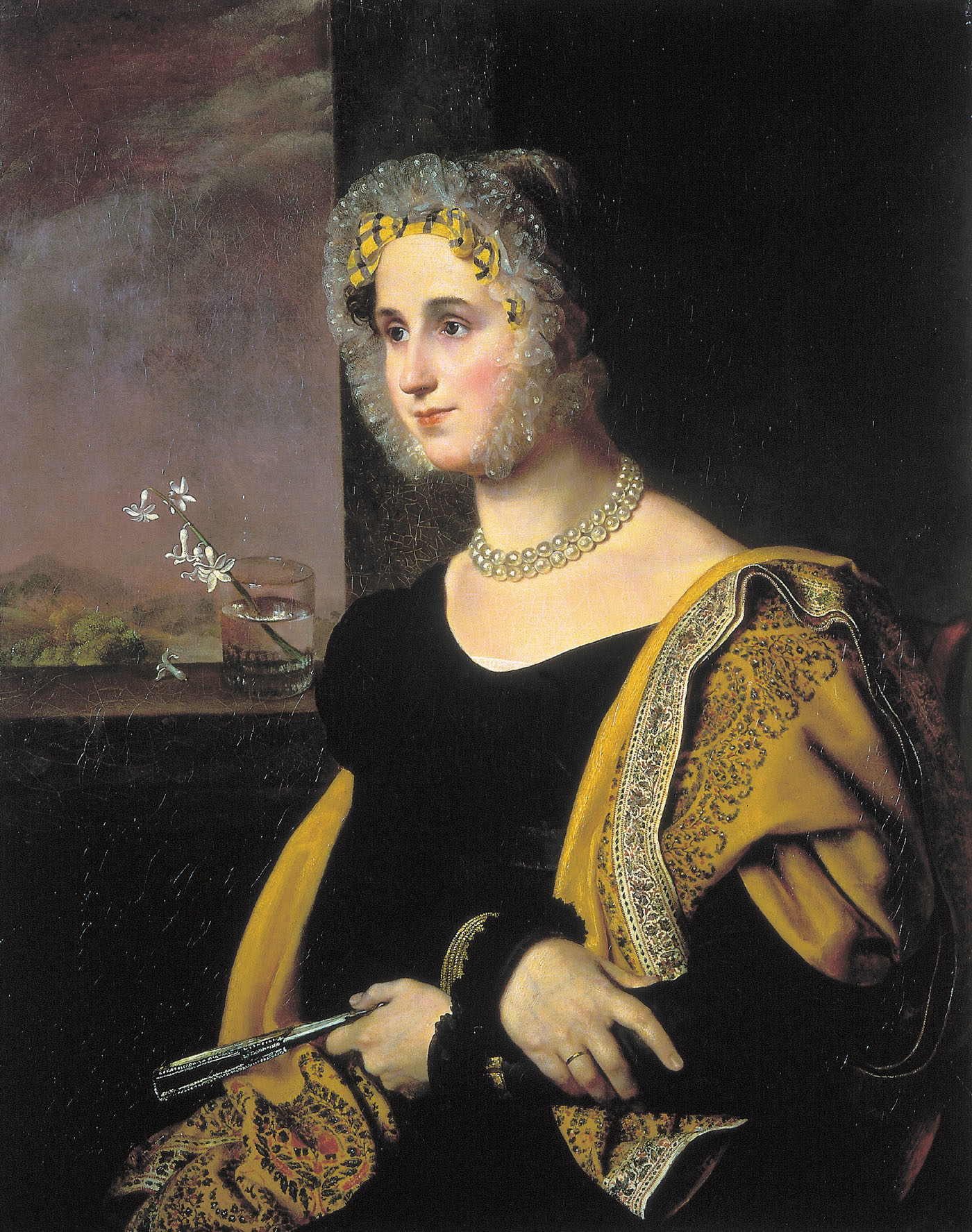
Portrait de Catherine Sergueïevna Avdouline, née Yakovlev (1822)
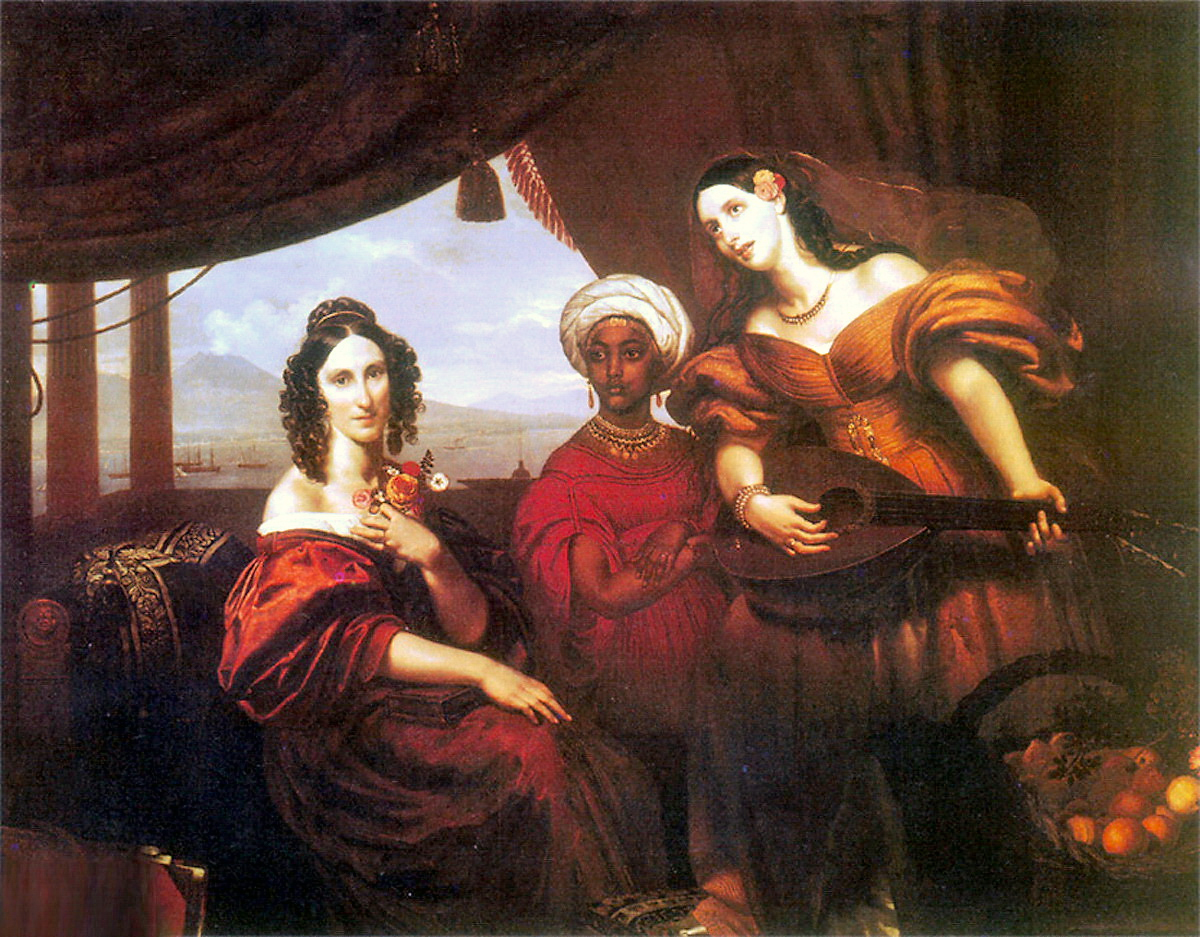
Portrait de la comtesse Marie Potocka et de la comtesse Sophie Chouvalov jouant de la mandoline à Naples avec une servante éthiopienne
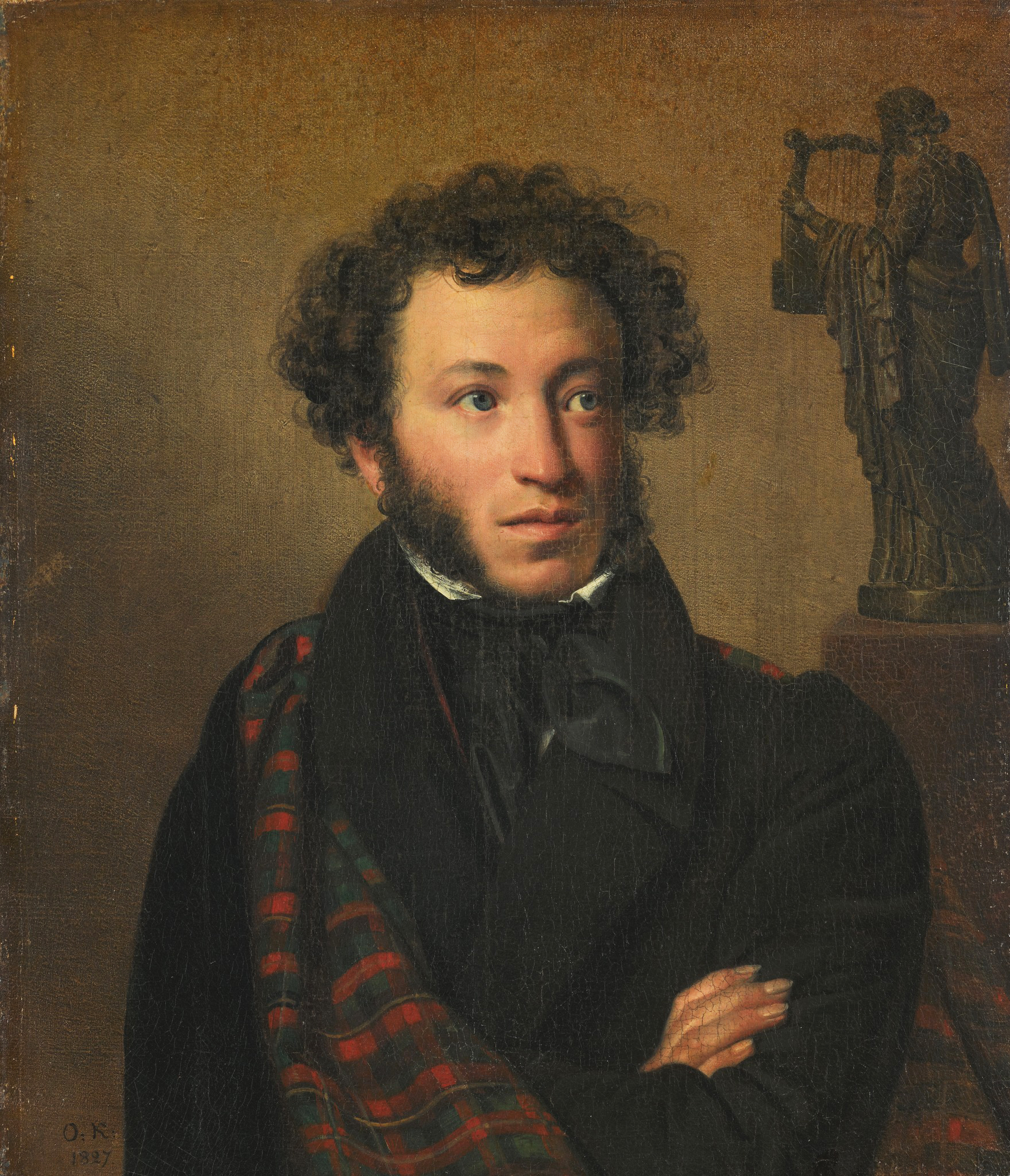
Portrait de Pouchkine (1827, galerie Tretiakov)
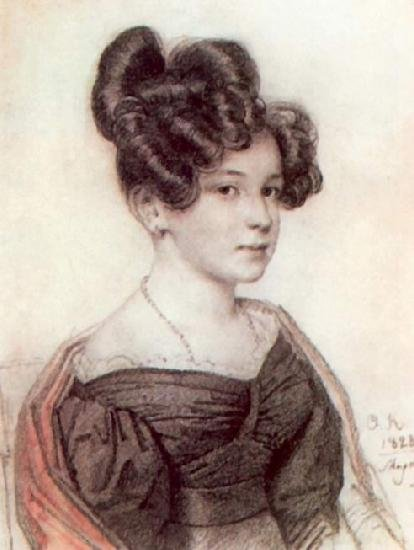
Portrait de la comtesse de Langeron, née Olénine
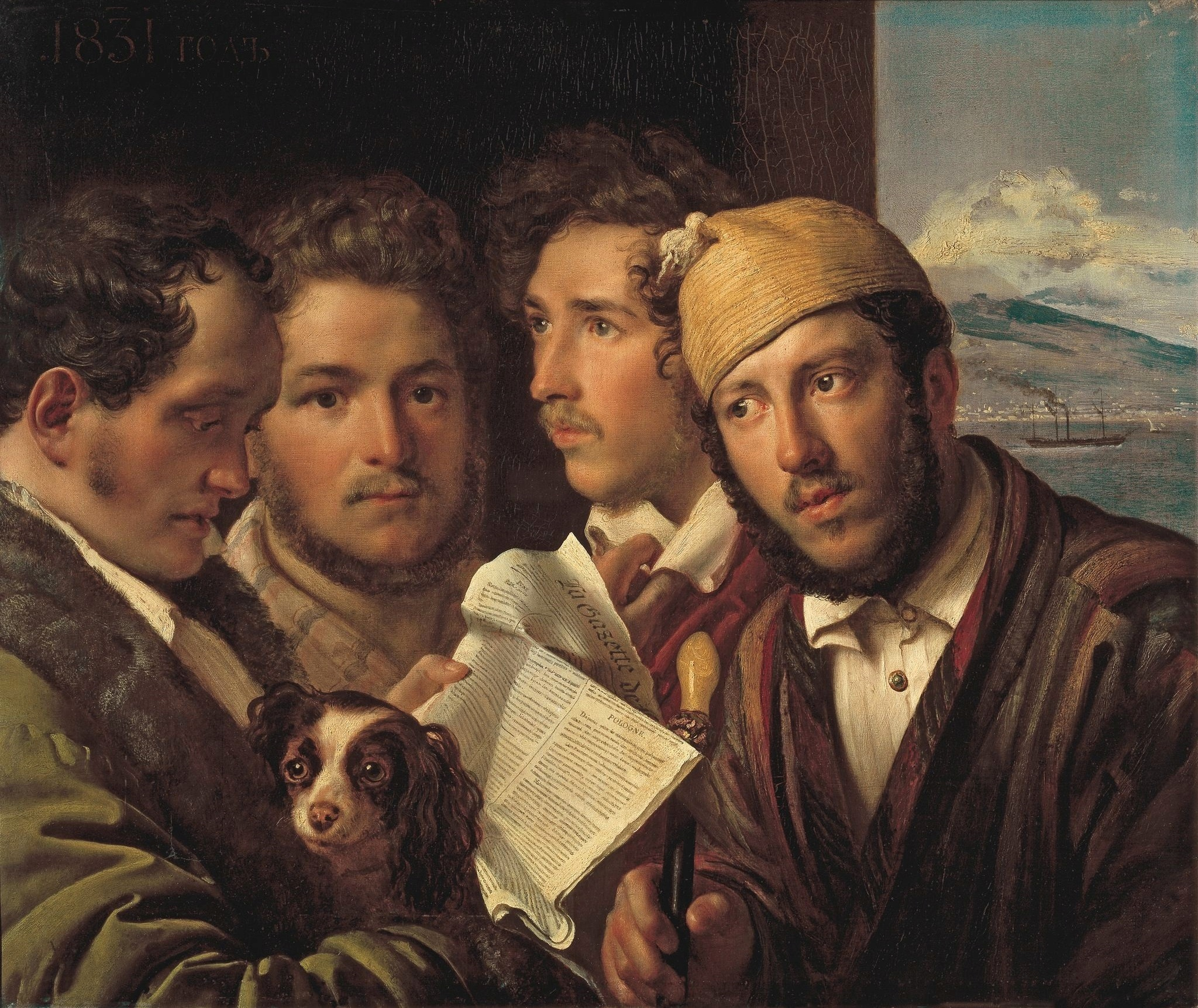
Oreste Kiprensky 1831 : Lecteurs de journaux à Naples